# Tripes
Pour l’article ayant un titre homophone, voir Trip.
Ne pas confondre avec la partie intérieure d'un cigare, aussi appelée « tripe »

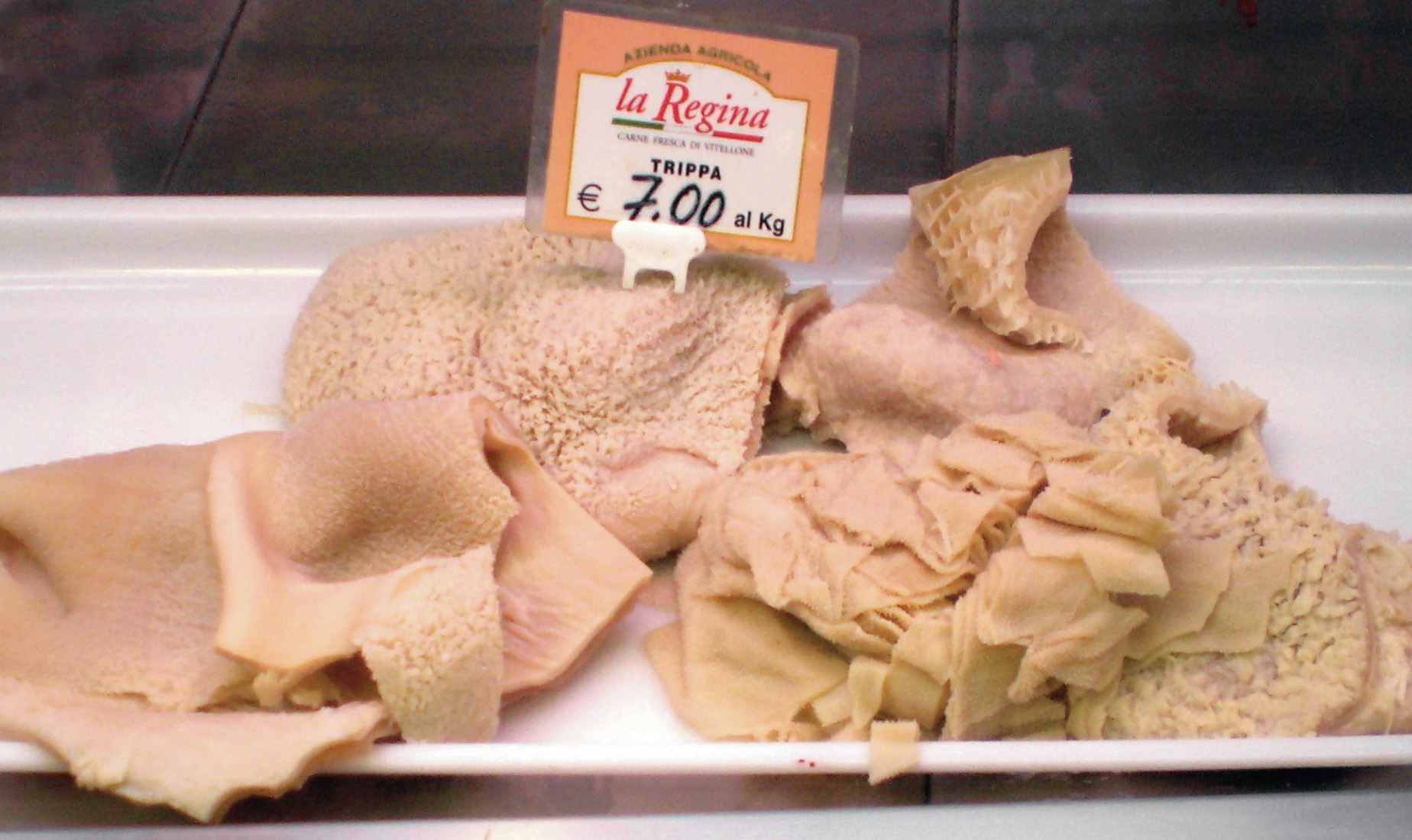
Tripes sur un marché italien.

Les tripes (peut-être du latin vulgaire trippa) sont des abats préparés à partir de l'estomac des ruminants, étymologie du substantif « tripe, ».

## Histoire des tripes
Au Moyen Âge, cette recette était luxueuse, du fait d'une cuisson bouillie plutôt que rôtie : on pouvait alors récupérer les graisses et les sucs détruits avec une cuisson rôtie.
Dès le XIIIe siècle, le métier de tripier apparait aux côtés des « bouchiers » et des « boudiniers » et est l'un des plus populaires de Paris ; il est tenu le plus souvent par des femmes.
Les tripes sont surtout un produit du terroir qui s'appuie sur de solides traditions. Guillaume le Conquérant, duc de Normandie, s'en régalait, accommodées avec du jus de pomme. Aujourd'hui, les tripes à la mode de Caen, cuisinées à l'ancienne, sont la première production française.

## Préparation des tripes[5]
Des pieds de bœuf sont ajoutés à la préparation. C'est grâce à eux que la gelée va se former à la cuisson.
La cuisson des tripes dure de 12 à 18 heures, selon les recettes. Le conditionnement se fait à la louche pour ne pas abîmer le produit.
Pour les tripes commercialisées dans le circuit industriel, chaque pièce d'estomac est contrôlée par un opérateur pour écarter les défauts puis découpée à la machine en carrés de 4 cm de côté.
Enfin, les tripes sont conditionnées en bols ou barquettes. Dans ce cas, elles sont moulées en « barres », refroidies et tranchées.
En Afrique, les tripes sont préparées sous plusieurs formes, en bouillon, à la sauce tomate, enrobées, etc.

## Description
Les tripes sont fabriquées avec les trois premières parties de l’estomac des vaches : la panse (et la gouttière œsophagienne), le bonnet  et le feuillet. La caillette est généralement écartée, étant le siège de la digestion enzymatique et contenant donc des acides forts et de nombreuses enzymes digestives.
Les tripes peuvent être fabriquées avec l'estomac de n'importe quel ruminant ; les tripes de mouton sont notamment un ingrédient des pieds et paquets.

### Tripes non lavées
Les tripes non lavées (tripes vertes) contiennent une partie du contenu de l'estomac leur donnant une odeur désagréable et les rendant impropres à la consommation humaine. Cependant, elles sont utilisées pour la fabrication d'aliments pour animaux.

### Tripes lavées
L'estomac est d'abord lavé et la graisse retirée. L'estomac est ensuite bouilli et blanchi, conférant cette couleur blanche caractéristique des tripes.
Les tripes étaient un plat populaire bon marché et nutritif des classes ouvrières au XIXe siècle et durant la première moitié du XXe siècle,.

## Tripas et tripe
La dénomination « tripe » peut avoir une acception plus large ou différente en d’autres langues.
En espagnol, les tripas (et les tripas en portugais), désignent plutôt l'intestin grêle ; des tripas à moda do Porto (avec haricots blancs), des callos (avec des pois chiches, boudin noir et saucisse épicée).
En anglais le terme tripe désigne, en plus des estomacs de ruminant destinés à la consommation humaine, tous les autres estomacs d'animaux, ainsi que les intestins tels qu'on les trouve dans les andouilles, andouillettes…

## Œufs en tripe
En cuisine lyonnaise, les œufs en tripe (ou œufs à la tripe) désignent une préparation à base d’œufs durs dans laquelle n’entre aucun abat : il s'agit d’un gratin d’œufs durs, avec une béchamel et des oignons, servi en entrée chaude.